# Glandiceps talaboti
Glandiceps talaboti är en djurart som tillhör fylumet svalgsträngsdjur, och som först beskrevs av Marion 1876.  Glandiceps talaboti ingår i släktet Glandiceps och familjen Spengelidae. Inga underarter finns listade i Catalogue of Life.